# Децим Юний Пет (консул 145 г.)
Децим Юний Пет (на латински: Decimus Iunius Paetus) е политик и сенатор на Римската империя през 2 век по времето на император Антонин Пий.
Вероятно е син на Децим Юний Пет (суфектконсул 127 г.). През 145 г. той е суфектконсул заедно с Гней Арий Корнелий Прокул.